# Монети Мухшинського улусу Золотої Орди
Монети Мухшинського улуса Золотої Орди почали карбувалися на монетних дворах в Укеці, Мухші та Базджині в період з 1289 по 1366 роки. Виготовлялися зі срібла 1⁄8, 1⁄4, 1⁄2 та 1) данги (До 1310 року диргеми) та мідні пули. 1 данг розмінювався на 16 пулів.

## Історія
Мухшинський улус (тат. Muxşa olısı, або Naruçat bäklege) знаходився на територіях сучасних  Мордовії, Пензенської та Тамбовської областях і розподілявся на 3 основних міста Мухші (Наровчат. Наровчатівське городище), Укек (Знаходилося в гирлі річки Увековки, поблизу сучасного міста Саратова. Увеківське городище) та Базджині (Знаходилося в 2-х км від сучасного села Дубровки, Волгоградської області. Водянське городище). Мухшанський улус розміщувався поміж річками Сурою та Цною — притоками Волги.

## Мухші
Населений пункт Мухші (араб. ﻣﺣﺳﻰ) виник наприкінці XIII століття в часи ослаблення Золотої Орди. Поселення монголів було розташоване серед степів, а з цих країв була зручна дорога із півдня на Московію. Замість фіно-угорської назви мордовського поселення Наручадь (в перекладі укр. дослівно означає «В’язке болото»), монголи назвали ближчою до рідної мови — за назвою річки Мокші. Пізніше місто Мухші увійшло до складу Золотої Орди, ставши центром Мухшинського улусу. З 1627 року місто відоме під назвою Наровчат.

### Монетний двір у Мухші

Карбування у Мухші. Данг часів хана Узбека. 1313 (713 р.Г.) рік

Карбування у Мухші. Анонімний пул. 1362 (744 р.Г.) рік

У 1309—1367 (709—767 рр.Г.) роках карбувалися монети на монетному дворі у місті Мухші. Карбувалися срібні 1 та 2 дирхами в останні роки правління хана Токти. За часів правління хана Узбека карбувалися ¼, ½ та 1 данги. З 1317 року до 1367 року включно карбувалися мідні пули.
Дирхеми та данги дослідники розділили на 2 типи:
- 1) Дирхам Токти. 1309 (709 р.Г.) рік. На аверсі у крапковому колі надпис в 3 рядки: «Токтубек / справедливий. Карбування / Мухші 709». На реверсі у крапковому полі Шагада в 3 рядки. Вага — 1,04-1,51 гр.
- 1а) Анонімний недатований подвійний дирхем. На аверсі надпис у 2 рядки: «Хай продовжить Аллах / його правління. Мохші». Реверс як на 1 типі. Вага не зазначена[4].
- 2) 1 (Вага — 1,34-1,56 гр.) данг. хан Узбек. 1313 (713 р.Г.) рік. На аверсі у лінійному та крапковому колах легенда в 5 рядків: «Султан / справед / ливий / Узбек хан / нехай возвеличить Аллах у перемогах його / 713». У середині 2-го рядка тамга Бату. На реверсі у картуші легенда в три рядки: «Гіяс / ад-Дун'я ад-Дін / Карбування Мохші».
- 2а) ½ (Вага — 0,62-0,79 гр.) данга. хан Узбек. 1313 (713 р.Г.) рік. Як 2 тип, рік на реверсі.
- 2б) ¼ (Вага — 0,33-0,41 гр.) данга. хан Узбек. 1313 (713 р.Г.) рік. Як 2 тип, надпис на аверсі в 2 ряди: «Хан Узбек». На реверсі легенда в три рядки: «Карбування / Мохші / 713»[5].

Мідні пули розділені на 13 типів:
- 1) Пул Узбек-хана. 1317, 1322, 1326, 1328, 1336 (717, 722, 726, 728, 736 рр.Г.) роки. Вага: 1,02-1,25 гр. На аверсі у колі легенда в 3 рядки: «Султан Мухаммад / Узбек / хан». В середині 2 та 3 рядків розміщена тамга Бату. На реверсі у коло вписаний чотирикутник, в сегментах крапки, в полі надпис в 2 рядки, нижче рік: «Карбування / Мухші / ...». Існують різновиди без дати зі спотвореною легендою та без крапок в сегментах.
- 2) Пул Узбек-хана. 1331, 1333, 1335 (731, 733, 735 рр.Г.). На аверсі у центрі кола тамга Бату із загнутими вгору кінцями зубців, з її боків легенда: «Шістнадцять цих [пулів] один данг». На реверсі у крапковому колі надпис в 3 рядки: «Пул / Мухші / 731» (араб. ﺑﻮﻝ ﻣﺣﺳﻰ‎ ٧٣١). Також існують недатовані пули цього типу, з зірочкою під рискою тамги, з чотирикутником в колі на реверсі.
- 3) Пул Узбек-хана. 1331 (731 р.Г.). Вага — 1,20-1,54 гр. На аверсі у подвійному колі зображення коня повернутого вліво, над спиною віньєтка. Реверс як і 2-й типу. Існує різновид з 2-лисником та із крапкою над спиною тварини.
- 4) Анонімний пул. 1341, 1342, 1343 (741, 742, 743 р.Г.) рік. Вага — 1,20-1,54 гр. На аверсі у колі надпис в 2 рядки: «Мухші / карбування». На реверсі надпис і рік. Існують різновиди з перекрученою легендою та з іншими надписами.
- 5) Анонімний пул. 1344. На аверсі у подвійному колі птах, що йде наліво, над ним «вузол щастя». На реверсі у колі легенда в 4 ряди: «Карбування Мухші аль-Махруса. Рік 744»
- 6) Анонімний пул. 1345, 1351 роки. У подвійному колі по спіралі Шагада. На реверсі по колу надпис: «Карбування Мухші. Рік 745». Існують різновиди без датування, з 6-променевою зіркою на реверсі і Шагадою в 3 рядки.
- 7) Анонімний пул. 1352-1354 роки. В колі легенда куфічним почерком. На реверсі надпис «Карбування Мухші», в середині «вузол щастя».
- 8) Анонімний пул. 1358. У колі 6-промінева зірка, між променями по крапці, в центрі 7 крапок. На реверсі у колі в 3 рядки легенда: «Карбування  Мухші  758».
- 9) Пул часів правління Кільдібека (жовтень 1361 — вересень 1362). У колі легенда в 3 рядки (збереглися 2 рядки): «Султан / Кільдібек / ...». На реверсі у коло вписаний перевернутий трикутник, в центрі легенда: «Карбування / Мухші».
- 10) Анонімний пул. 1362. В колі 6-пелюсткова розета. На реверсі легенда в 3 ряди: «Карбування / міста Мохші / 762». Існують недатовані різновиди із трьохпелюстковою розетою.
- 11) Іменний пул Кільдібека. 1362 (762—763 рр.Г.).  В полі монети в 2 рядки легенда, нижче рік: «Султан / Кільдібек-хан». На реверсі чотирикутник, в якому вписана легенда в 2 рядки: «Карбування / Мохші». Існують різновиди недатовані та з іншим надписом.
- 12) Недатований (1365-66 роки) пул часів Тагай-бека (Бек Мухшинського улусу (1361-1365). У полі монети легенда в 3 рядки: «Печатка / Тагай / бека». На реверсі у чотирикутній рамці надпис:  «Карбування / Мухші».
- 13) Недатований (1365-66 роки) іменний пул Тагай-бека. В полі монети легенда в 3 рядки: «Печатка / Тагай / бека». На реверсі звірятко з довгим хвостом, повернуте вліво. Існують різновиди зі звірятком повернутим вправо[6][7].

## Монетний двір в Укеці

Карбування в Укеці. Дирхам часів правління хана Тула-Буги (1287–1291). 1288 рік

Карбування в Укеці. Пул часів правління хана Токти (1291–1312). Бл. 1311-1312 роки

На монетному дворі в Укеці (араб. أوكيك) почали карбувалися монети в другій половині XIII ст. та припинилися в 40-х роках XIV ст. За цей період виготовлялися срібні дирхами та мідні пули. 
Дирхами карбувалися тонкими кружечками із низькопробного срібла. Срібні дирхами розділяються на 4 типи:
- 1) Дирхем хана Тула-Буги (1287–1291). 1289 рік. На аверсі у крапковому колі чотирикутник, в центрі тамга Менгу-Тимура (2-зубцева з лінією з правого боку). Над тамгою, внизу і по її боках легенда: «Карбування Укеку». На реверсі в картуші Шагада Ісламу в 3 рядки: «Немає Бога крім Аллаха і Мухаммад — пророк його» (араб. أشهد أن لا إله إلا الله وأشهد أن محمدا رسول الله), нижче рік за Гіджрою «789». Вага — 1,19 гр.
- 2) 1⁄8 (Вага — 0,20 гр.), ½ (Вага 0,80 гр.), 1 (Вага — 1,76 гр.) дирхеми. Токта-хан. Період карбування 1299—1306 (700-707 р.Г.) роки. На аверсі надпис арабською мовою у 4 рядки: «Карбування / Токта бек / справедливий / місто Укек». На реверсі у крапковому колі 6-променева зірка, в її центрі надпис у 3 рядки: «Шанування Бога та його посланця». У кутах зірки картуш, між її кутиками 10 зірок. Існує різновид без позначеного місця карбування а також з надписом на реверсі «Вічна слава та честь тривалі».
- 3) ½ (Вага 0,80 гр.), 1 (Вага — 1,76 гр.) дирхеми. Токта-бек. 1305-1306 (706-707 р.Г.) роки (існує різновид без дати). На аверсі у потрійному колі (середній крапковий) надпис у 5 рядків: «Султан верховний Гіяс Токта-бек справедливий, та триватиме буття його». На деяких різновидах надпис у 4 рядки, внизу віньєтка. На реверсі у такій самій рамці Шагада в 5 рядків, місце та дата виготовлення.
- 4) 1305 рік. На аверсі монети номіналом в 1⁄8 (Вага — 0,18 гр.) дирхами надпис у 2 ряди «Карбування Укеку», внизу віньєтка. На реверсі у крапковому колі вгорі віньєтка, нижче легенда та рік: «хабба 706»[9][10].

Мідні пули дослідники розділили на 5 типів:
- 1) Датований пул за часів правління Менгу-Тимура (1266–1282). Рік карбування — 1276 (677 р.Г.). На аверсі у рамці з крапок хаотичний набір літер. На реверсі позначені рік та місце карбування.
- 2) Анонімний пул за часів правління Менгу-Тимура. В середині подвійного кола, невеликий чотирикутник з тамгой Бату, з боків «вузли щастя». На реверсі позначене місце карбування. Середня вага — 1,21 гр.
- 3) Анонімне карбування останніх років правління хана Токти (1291–1312). На аверсі у крапковому колі чотирикутник, по боках від нього віньєти, у чотирикутнику надпис: «Шістнадцять цих / один данг». На реверсі в такому ж оформленні легенда: «Будь щасливий (вар. перекладу - в добрий час) / новий пул». Середня вага — 1,17 гр.
- 4) Анонімне карбування останніх років правління хана Токти. Монети без зображень із надписами: «Карбування Токти / справедливого», або «Шістнадцять / відповідають данику». На реверсі надписи: «В добрий час (буть щасливий) / місто Укек». Монети знаходять в основному в районі селища Лисі Гори (Саратівська область, Росія). Дослідниками віднесені до карбування Укеку часів правління хана Токти. Період карбування — 1291–1312 роки[11].
- 5) Анонімне карбування за часів правління хана Узбек-хана (1312–1341). На аверсі надпис: «Шістнадцять цих / один данг» (араб. ﺍﻭﻦ ﺍﻟﺗﻰ ﺳﻰ ﺑﻳﺭ ﺩﺍﻧﻛﻰ). На реверсі в середині подвійного кола, невеликий чотирикутник з тамгой Бату, з боків легенда: «В добрий час (буть щасливий) / місто Укек»[12].

## Базджин
Місто Базджин (араб. تاذجنﺏ) було розташовано в місці максимального зближення Етіл'ї з Доном, що привело до відродження Етіль-Донської переволоки під ординським контролем. Купецькі річкові каравани, що йшли вгору по Дону із Чорного та Азовського морів, могли тут переправляти товари на Етіл'ю, а звідти до більш відалених маршрутів: Хорезму, Монголії та Китаю. Через Базджин проходив сухопутний торговий шлях з Західної Європи, інша торгова дорога вела по Етіл'ї до Булгару, на Яїк по Камі й на Московію. Місто було великим перевальним пунктом і відігравав значну роль не тільки у внутрішній, але і в зовнішній торгівлі Золотої Орди

### Монетний двір у Базджині

Карбування в Базджині. Пул. 1356 (753 р.Г.) рік

На монетному дворі Базджина на мідних пулах Сараю, Гюлістану та ін. надкарбовувалися місцеве позначення. Відомий лише 1 тип пулів самостійного карбування, виготовлений у 1353 (753 р.Г.) році. . На аверсі монети в подвійному колі 6-пелюсткова розета. На реверсі легенда в 4 ряди: «Карбування / [Таджин?] / Рік / 753». Трактування читання монетного двору викликали у дослідників неоднозначні дискусії. За трактуванням В.В. Бартольда та С.А. Яніна спочатку монету віднесли до карбування в місті Барджина (Барчин). Але Барджин знаходився біля річки Сирдар'ї і належав до Чагатайського улусу. Ставка ж Батия Базджин належала до Мухшинського улусу і враховуючи подібні зображення на монетах викарбованих в ближніх улусах Бату дослідник Г.А. Федоров-Давидов відніс цей тип монет саме до Базджина.